# Ehemalige Kriegsbäckerei des königlichen Proviantamtes Bayern

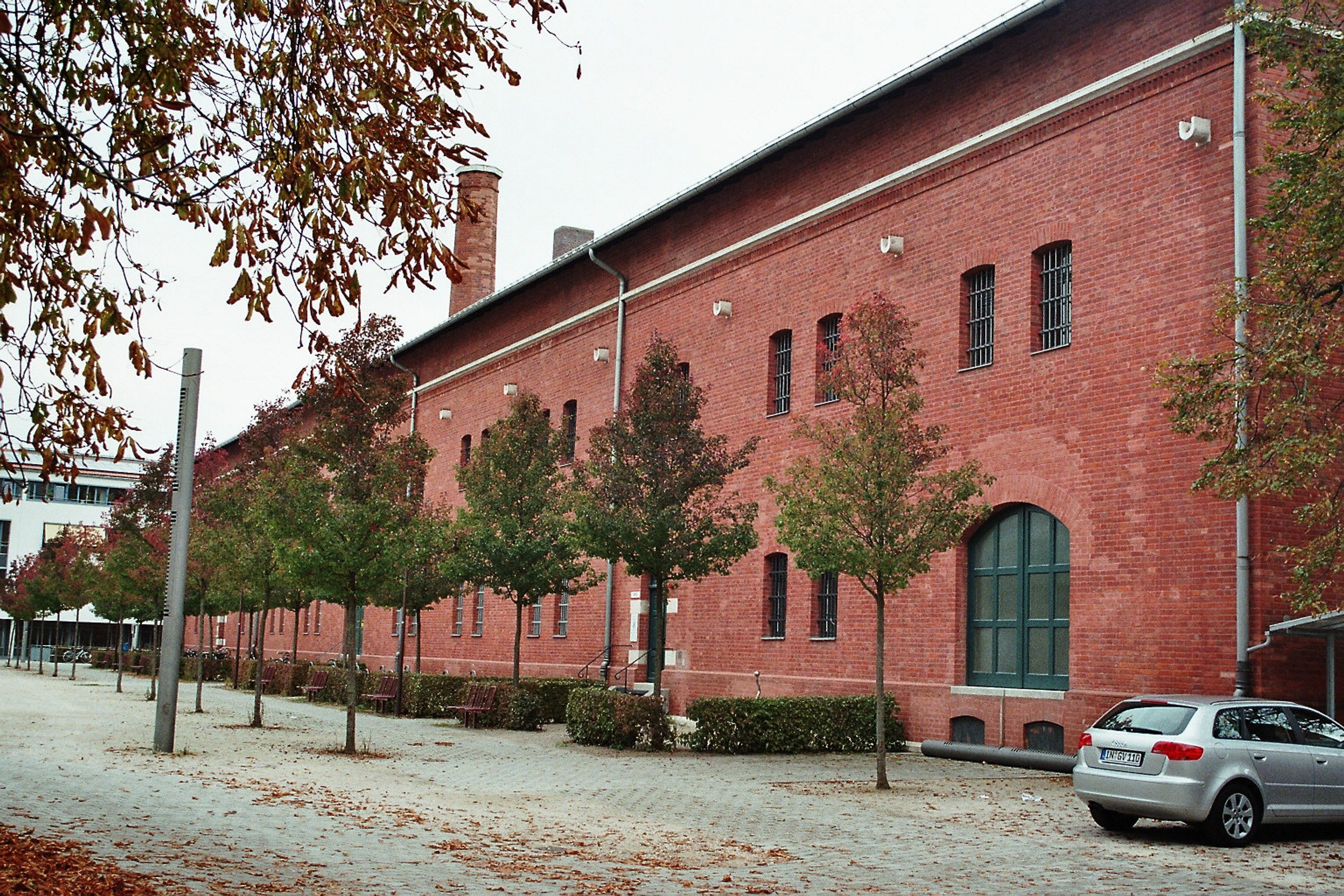
Ehemalige Kriegsbäckerei, Westfassade

Die ehemalige Kriegsbäckerei des königlichen Proviantamtes Ingolstadt befindet sich in der Altstadt von Ingolstadt und wurde 1880 erbaut. Die auf den Historismus zurückgehende Pfisterei ist unter der Aktennummer D-1-61-000-373 in der Denkmalliste Bayern eingetragen.

## Geschichte und Architektur
Der langgestreckte Sichtziegelbau besitzt auf beiden Geschossen Gewölbedecken. Heute trägt das zwischen 1877 und 1880 erbaute Haus ein Satteldach. Die Bauweise mit seinen dicken Außenwänden sollte Artilleriebeschuss widerstehen können. Im Inneren besteht das Gebäude an der Proviantstraße 1 aus schmalen, aneinandergereihten Tonnenräumen.
Die einzig erhaltenen Gebäude des ursprünglichen königlichen Proviantamtes Ingolstadts sind die beiden Bauten an der Proviantstraße 1 und der Schrannenstraße 3. Nach dem Zweiten Weltkrieg wurde die ehemalige Bäckerei bis 1958 von der Auto Union GmbH genutzt. Von der ursprünglichen Ausstattung ist nichts erhalten. Im Jahr 2008 wurde der nördliche Gebäudeteil durch den örtlichen Architekten Andreas Mühlbauer zur Ingolstädter Tafel e. V. umgebaut, dabei wurde die Grundrissstruktur der Bauzeit bewahrt. Der südliche Gebäudeteil beinhaltet die Armeebibliothek.

## Baudenkmal
Die ehemalige Kriegsbäckerei steht unter Denkmalschutz und ist im Denkmalatlas des Bayerischen Landesamtes für Denkmalpflege und in der Liste der Baudenkmäler in Ingolstadt eingetragen.